# البهائية في تنزانيا
بدأت العقيدة البهائية في تنزانيا عندما وصلت الرائدة الأولى، كلير جونج، في عام 1950 إلى ما كان يسمى آنذاك تنجانيقا. مع انضمام أول تنجانيقي إلى الدين في عام 1952 تم انتخاب أول جمعية روحية محلية بهائية في عام 1952 في تنجانيقا في دار السلام. في عام 1956 تم انتخاب جمعية بهائية إقليمية شملت تنجانيقا. وفي وقت لاحق، شكلت كل دولة من الدول المكونة للاتحاد على التوالي جمعيتها الروحية الوطنية البهائية المستقلة، وشكلت تنجانيقا، مع زنجبار، جمعيتها الروحية الوطنية البهائية الخاصة بها في عام 1964، وتمت إعادة تسمية البلاد إلى تنزانيا. منذ عام 1986، يدير البهائيون مدرسة رواها الثانوية كمدرسة بهائية. في عام 2005، قُدِّر عدد البهائيين بنحو 163.800 شخصًا.

## التاريخ المبكر
كانت البلاد تُعرف باسم تنجانيقا طوال جزء كبير من تاريخها. في عام 1964 تم ضم زنجبار إلى حكم تنجانيقا وبعد ذلك تم تغيير اسم البلاد إلى تنزانيا عن طريق دمج الاسمين. ستتبع هذه المقالة الجدول الزمني لاستخدام الاسم.

### ألواح عبد البهاء للخطة الإلهية
كتب عبد البهاء سلسلة من الرسائل، أو الألواح، إلى أتباع الدين في الولايات المتحدة في عامي 1916 و1917؛ وقد تم تجميع هذه الرسائل معًا في كتاب ألواح الخطة الإلهية. وقد ذكرت اللوحين الثامنة والثانية عشرة أفريقيا، وكتبتا في 19 أبريل/نيسان 1916، و15 فبراير/شباط 1917 على التوالي. لكن نشر الكتاب تأخر في الولايات المتحدة حتى عام 1919 — بعد نهاية الحرب العالمية الأولى ووباء الإنفلونزا الإسبانية. وقد تمت ترجمة هذه الألواح وتقديمها من قبل ميرزا أحمد سهراب في 4 أبريل 1919، ونشرت في مجلة نجم الغرب في 12 ديسمبر 1919. يذكر عبد البهاء سفر البهائيين «... وخاصة من أمريكا إلى أوروبا وأفريقيا وآسيا وأستراليا، ويسافرون عبر اليابان والصين. وبالمثل، يمكن للمعلمين والمؤمنين السفر من ألمانيا إلى قارات أمريكا وأفريقيا واليابان والصين؛ وباختصار، يمكنهم السفر عبر جميع قارات وجزر العالم» و«... قد يمنح نشيد وحدة عالم البشرية حياة جديدة لجميع أبناء البشر، ويُنصب مسكن السلام العالمي على قمة أمريكا؛ وهكذا قد تنبض أوروبا وأفريقيا بالحياة بنسمات الروح القدس، وقد يصبح هذا العالم عالمًا آخر، وقد يصل الجسم السياسي إلى نشوة جديدة...»
ربما كان أول بهائي يزور تنجانيقا هو شوقي أفندي، رئيس الديانة بعد وفاة عبد البهاء. وقد ذكرت روحيه خانوم، زوجته منذ عام 1921، في عام 1961 أن شوقي أفندي، برفقة رفيق ذكر من العائلة المقدسة، سافرا من كيب تاون إلى القاهرة في أوائل عشرينيات القرن العشرين، في نهاية رحلات السفاري التقليدية وبداية رحلات السفاري التي تتم بالسيارة: «وجد صيادًا إنجليزيًا أخذه من نقطة إلى أخرى عبر الأدغال في شرق إفريقيا - في أوغندا أو كينيا أو تنجانيقا».
بعد الحرب العالمية الثانية بدأ البهائيون بالانتقال إلى المنطقة. في عام 1950، طلب شوقي أفندي من الجماعة البهائية البريطانية أن تتولى قيادة وتنسيق خمس جماعات بهائية وطنية في خطة مدتها عامان لنشر الدين في أفريقيا. كلير جونج، وهي بهائية ولدت في ألمانيا وانضمت إلى الدين في توركاي، غادرت في عام 1950 لتذهب إلى تنجانيقا، كما كانت المنطقة تسمى آنذاك. تم تعيينها كمساعدة معلم في مدرسة في منطقة جبال أوسامبارا [الإنجليزية] في لوشوتو. ولهذا حصلت على لقب فارس بهاءالله. جلال نخجواني (وعائلته)، أول رائد فارسي معاصر يستقر في أفريقيا، شقيق علي نخجواني، دخل تنجانيقا في يناير 1951. غادر حسن وإيزوبيل صبري إلى تنجانيقا في يوليو 1951 من مصر. بعد وفاة لويس جورج جريجوري، أول من دافع عن قضية ذوي الأصول الأفريقية، في 30 يوليو 1951، كان البهائيون التنجانيقيون من بين أولئك الذين أرسلوا برقيات لحضور حفل تأبينه. بحلول شهر أغسطس كان هناك خمسة رواد. وقد تم تسجيل أول إعلان من قبل أحد السكان الأصليين لتنجانيكان في 21 أغسطس في شخص دينيس دودلي سميث كوتينديل. خلال السنوات التكوينية للمجتمعات البهائية في شرق أفريقيا، استقبلت المنطقة ثمانين رائدًا، أربعون منهم كانوا من الفرس. أربعون بالمائة منهم كانوا من النساء. اجتذبت تنجانيقا أكبر عدد من البهائيين الفرس، حيث بلغ عددهم ثمانية عشر. وقد لوحظ أن النمو الواسع النطاق للدين في جميع أنحاء منطقة جنوب الصحراء الكبرى في أفريقيا بدأ في الخمسينيات من القرن العشرين وامتد في الستينيات. في عام 1952 تم تأسيس أول جمعية روحية محلية لتنجانيقا في دار السلام. وكان أعضاؤها: جلال ناخجواني، إيزوبيل صبري، حسن صبري، داركشانده خانوم ناخجواني، ليزلي ماتولا، دينيس دودلي سميث كوتينديل، فرهانج نعيمي جوبالكريشنان ناير، ويوستاس مواليمو - ماتولا كان من قبيلة ياو والمواليمو كان من قبيلة أخرى. في صيف عام 1952، أصبح دينيس دودلي سميث كوتينديل أول رائد يأتي من تنجييكا عندما انتقل إلى نياسالاند، ملاوي حاليًا.

## الحملة العشرية
في عام 1953، وضع شوقي أفندي خطة مدتها عشر سنوات أطلق عليها اسم الحملة العشرية. وانتشرت موجات من الرواد في جهد عظيم لنشر الدين. كانت أوتيلي راين رائدة في مجال الدعوة إلى المسيحية في موريشيوس، حيث تم تعيينها كفارسة من فرسان حضرة بهاءالله، بعد أن زارت كينيا وأوغندا وتنجانيقا. بعد مؤتمر إقليمي عقد في عام 1953، ذهب أول رائد من أوغندا إلى موانزا، تنجانيقا، وانضم إليه المواطن تيتو وانانتوسي هناك. كان ساليسا كاريكال من أوائل رواد زنجبار قبل نهاية عام 1953.
في عام 1954، غادر الدكتور فرهومند طهران واستقر في البلاد مع أبنائه الثلاثة، ولحقت به زوجته. اشتهر الدكتور فرهومند بتأسيسه عيادة متعددة الأعراق في دار السلام، وعمل في نهاية المطاف طبيبًا شخصيًا لأول رئيس لتنزانيا. أتاحت وفاة السيدة أفروختا، وهي بهائية فارسية، أرملة يونس خان، الفرصة لجماعة البهائية الناشئة في دار السلام لإنشاء أول مقبرة متعددة الأعراق في تلك المدينة.
بحلول يناير 1956 وصل أول بهائي إلى جزيرة بيمبا. وفي وقت لاحق من عام 1956 دعا شوقي أفندي إلى إنشاء جمعيات وطنية إقليمية للبهائيين للإشراف على المجتمعات النامية في مناطق أفريقيا. وفي حالة وسط وشرق أفريقيا، ضمت الجمعية الإقليمية العديد من البلدان التي تغيرت أسماؤها منذ ذلك الحين، ولكنها كانت تُعرف في ذلك الوقت باسم الكونغو البلجيكية، وكينيا، وتنجانيقا، وجزر القمر. كانت رواندا-أوروندي، وأوغندا، وأفريقيا الاستوائية الفرنسية، وسيشل، وزنجبار، جزءًا من الجمعية الوطنية الإقليمية لأفريقيا الوسطى والشرقية. انعقد المؤتمر في كامبالا بأوغندا وحضره مندوبون من تنجانيقا وزنجبار. وقد مثل حضرة شوقي أفندي في هذا الحدث كل من حسن باليوزي، رئيس الجمعية الروحية الوطنية للبهائيين في المملكة المتحدة آنذاك، والتي كانت مهمتها استهداف رواد تنجانيقا، ويد القضية موسى بناني. كان أعضاء أول جمعية وطنية إقليمية هم علي نقبجافاني، وفيليب هينسورث، وحسن صبري، وأولورو إيبيروج، وعزيز يزدي، وجلال ناخجواني، وتيتو وانانتسوسيت، وسيلفستر أوكوروت، وماكس كينيريزي.
أنشأت الجمعية الإقليمية مدارس قصيرة الأجل - وعقدت تنجانيقا أول مدرسة لها في عطلة نهاية الأسبوع في عام 1957. بدأت المدرسة يوم السبت بعد الظهر ببرنامج افتتاحي ديني والدرس الأول، أعقبه العشاء وأمسية من النشاط الاجتماعي. تم تخصيص صباح يوم الأحد وجزء من فترة ما بعد الظهر لمزيد من الدروس والمناقشات الجماعية وعروض الإجراءات المختلفة للحياة الإدارية البهائية، مثل الانتخابات والمشاورات، وجلسات الأسئلة والأجوبة، واختتمت بتأمل ديني. في أوائل عام 1957، انتقلت غونغ من تنجانيقا إلى أوغندا حيث أسست حضانة أطفال متعددة الأعراق. في شهر أبريل، حصلت الجمعية الروحية المحلية في دار السلام على تسجيلها المدني وفقًا لقانون تأسيس مجلس أمناء تنجانيقا. أقام مجتمع تنجانيقا ثلاث مدارس نهاية الأسبوع في عام 1959. التحق أربعة من التنجانيقيين بالمدرسة المركزية التي أقيمت في كامبالا عام 1960. عُقدت مؤتمرات حول تقدم الدين في عام 1960 في ماشي وتونغا بحضور يد القضية موسى باناني.
في عام 1961 تم افتتاح بيت العبادة البهائي لأفريقيا. حضر أكثر من 1500 شخص. وكان من بين البهائيين نحو 225 بهائياً أفريقياً من أوغندا وكينيا وتنجانيقا ورواندا ورواندا وإثيوبيا وروديسيا الشمالية وسوازيلاند وجنوب أفريقيا؛ ونحو 90 بهائياً فارسياً، طار منهم اثنان وستون من طهران؛ وأرسلت الجمعية الوطنية البريطانية، الجمعية الأم لجمعية وسط وشرق أفريقيا، مؤمناً واحداً من كل منطقة من مناطقها ـ إنجلترا واسكتلندا وويلز، بالإضافة إلى مؤمن واحد من أيرلندا؛ وأرسلت الجمعية الوطنية الأميركية أحد أعضائها، آموس جيبسون، وهو رائد بين الشعوب الهندية الأميركية. بعد هذه الاحتفالات، سافرت روحيه خانوم عبر المنطقة لعدة أشهر، وقضت جزءًا من شهر فبراير في تنجانيقا.
وقد وصف القائمون على أعمال الدين في الفترة ما بين وفاة شوقي أفندي وانتخاب بيت العدل الأعظم النمو الذي شهده الدين في الجمعية الإقليمية لوسط وشرق أفريقيا بأنه "الأكثر إثارة". في عام 1962 كان هناك عدد كبير من البهائيين في وسط وشرق أفريقيا (أكثر من 42،000). قام إينوك أولينغا، رجل القضية، بجولة في المنطقة عام 1962 وتحدث في تجمعات في مواقع مختلفة في تنجانيقا مثل منطقة أوسامبارا، حيث سمعه حوالي 1400 شخص؛ وفي دار السلام، حيث عقد اجتماعان؛ وفي كلية كيفوكوني وفي منازي مموجا حضرهما أكثر من 150 شخصًا.

### الاستطلاع
في عام 1963، أُجري مسحٌ للدين. وفي تنزانيا، بيّن المسح وجود 41 طائفةً دينيةً، و65 مجموعةً تضمّ من شخصٍ بالغٍ واحدٍ إلى تسعة أشخاص، و48 فردًا معزولًا.
- وتضمنت التجمعات أعضاء من بوكوبا، ودار السلام، وماكويوني، ومكومازي، وبيمبا منازي، وموشي، وموروغورو، وموانزا.
- تضمنت المجموعات المسجلة من البهائيين تلك من أروشا ودودوما وإيرينجا وكانجا وكيلوميني ومبيا وميكومي وموسوما وبونجوي بوجوي وروفو وشينيانجا وسونجيا وتوكويو وجزيرة أوكيريوي ومدينة زنجبار.[5]

## المجتمع الوطني
بعد انتخاب بيت العدل الأعظم، بدأت الشعوب البهائية في جميع أنحاء البلدان الأفريقية في تشكيل جمعيتها الروحية الوطنية الخاصة بها: في عام 1964 - شكلت تنجانيقا وزنجبار والجزر القريبة معًا جمعيتها الخاصة في الوقت المناسب مع التغييرات المدنية (بما في ذلك الاسم الجديد لتنزانيا) بينما استمر آخرون في جميع أنحاء جنوب الصحراء الكبرى في التشكيل حتى التسعينيات. انعقد المؤتمر الوطني للبهائيين في تنجانيقا وزنجبار وجزيرة مافيا وجزيرة بيمبا في الأول من مايو على الرغم من أن أعطال القطارات والطرق المغمورة بالمياه حدت من الحضور بنحو نصف المندوبين. وصل النصف الثاني في صباح اليوم التالي ليصل إجمالي عدد المندوبين إلى 42 مندوبًا. مثل يد القضية موسى باناني الأمناء وبيت العدل الأعظم المنتخب حديثًا في المؤتمر. وقد وصلت العديد من رسائل التهنئة من المجتمعات البهائية إلى التنزانيين من جميع أنحاء العالم، مما أعطى المندوبين فكرة عن اتساع المجتمع العالمي. أولئك الذين تم انتخابهم في الجمعية الوطنية الأولى هم: إتش إس أكيدا، ألين إلستون، ماري إلستون، لاموكا موانغولو، جلال ناخجواني، والاس نجاأومبا، جلوري نيرندا، روحولا يزداني، جمشيد سمندري. اعتبارًا من عام 1965 كان هناك 75 جمعية محلية وبهائية في حوالي 265 منطقة. كان المجلس البهائي في كراتشي، باكستان، مستضيفًا لـ أ.أ. بديع من جامعة سوكويني للزراعة [الإنجليزية] في موروغو وعضوًا في الجمعية الوطنية في تنزانيا في أغسطس 1967 وتم الانتهاء من مباني المركز الوطني في عام 1968. حضر إينوك أولينغا، صاحب يد القضية، مؤتمر عام 1968 في المركز الجديد. في عام 1969 تم الاعتراف بالجمعية الوطنية رسميًا كمؤسسة دينية من قبل الحكومة.

### التطورات داخل وخارج
في عام 1970، أعادت يد القضية روحية خانوم جولتها الأقصر من عام 1961، ولكن هذه المرة استغرقت شهر سبتمبر للقيام بجولة عبر تنزانيا كجزء من رحلة عبر شرق إفريقيا. زارت تانجا ودار السلام وتحدثت إلى جمهور يزيد عدده على مائتي شخص، وأجرت مقابلة لمدة عشر دقائق على محطة إذاعة الحكومة التنزانية، وكانت عضوًا بارزًا في المحكمة العليا التنزانية، ونادي الروتاري، ثم انتقلت إلى جزيرة مافيا حيث عقد اجتماع في قاعة البلدية، وصولاً إلى الأجزاء الشرقية والجنوبية من البلاد. زارت جزئيًا الأماكن التي زارتها في عام 1962 بما في ذلك موامي حيث كانت هناك شجرة كبيرة توفر الظل للاجتماع. في أبريل 1972، بدأت حملة لتقديم الدين في مدينة أروشا، وشملت الحملة ملصقات ومنشورات وكتيبات وكتب، وانتهت بحديث وأغاني قدمتها جوقة وصلاة، كل ذلك مع ترجمات إلى اللغة السواحيلية مع دعوات لحضور اجتماعات إعلامية لاحقة. في شهر يونيو، زارت يد القضية رحمة الله المهاجر ماليزيا، وأثناء وجوده هناك شجع إنباراجو شينيا على الذهاب إلى أفريقيا كمدرس متجول حيث قضى ستة أشهر في تنزانيا في إجازة بدون راتب وساهم في عمل الإيمان هناك. وفي شهر أكتوبر، أقيمت احتفالات بيوم الأمم المتحدة في ثلاث مجتمعات بهائية في تنزانيا تضمنت محادثات وعرض أفلام. في شهر نوفمبر، قام أحد البهائيين الهنود، وهو أ.ك. فورودي، بجولة في الريف العميق بالقرب من الحدود مع كينيا لنشر الدين وتقديم دروس حول الدين للبهائيين هناك. عاد في يناير 1973 وقام بجولة في المزيد من القرى. في أوائل عام 1973، زارت روحييه خانوم تنزانيا مرة أخرى. في يوليو 1973 تمكن وفد من الجمعية الوطنية من مقابلة الرئيس الليبيري آنذاك ويليام تولبرت أثناء زيارته لمؤتمر في تنزانيا وفي نفس الشهر كان هناك كشك إعلامي في المعرض الذي أقيم في يوم سابا سابا [الإنجليزية]. بحلول نهاية عام 1973، بدأت دروس الأطفال في قرية ماغامبا-كوالونج.
في عام 1976، أصدرت الجمعية الوطنية وثيقة بعنوان الولاء للحكومة: وجهة النظر البهائية، كما شاركت في مؤتمر وطني حول تقدم الدين كجزء من مراجعة واسعة النطاق في جميع أنحاء المنطقة والتي انطلقت بمؤتمر دولي عقد في كينيا. وشهد عام 1976 أيضًا قيام الجمعية الوطنية في سوازيلاند وموزمبيق وأنجولا بطباعة ترجمات للصلوات البهائية إلى لغة الياو [الإنجليزية] التي يتحدث بها الناس في جنوب تنزانيا وخارجها. كما التقى وفد تنزاني مع رشيدي كاواوا وقدم المجلد الرابع عشر من كتاب العالم البهائي.
اندلعت الحرب بين أوغندا وتنزانيا في عام 1978 وتم الإطاحة بالرئيس الأوغندي عيدي أمين في أوائل عام 1979. وقد أدى هذا إلى تفاقم الظروف التي أدت إلى مقتل يد القضية إينوك أولينغا في سبتمبر/أيلول، على الرغم من أن تفاصيل الحدث لم يتم نشرها على نطاق واسع حتى مايو/أيار 1980. تم نقل خبر مقتله إلى المكتب الأفريقي للمستشارين القاريين عن طريق كلير جونج. توفيت كلير غونغ نفسها في عام 1985 وحصلت على لقب فارس بهاءالله وأم أفريقيا. وفي خضم المأساة التي وقعت في أكتوبر/تشرين الأول 1979، استضاف البهائيون في تنزانيا اجتماعات في المركز الوطني بمناسبة يوم الأمم المتحدة، فضلاً عن مؤتمر وطني حول تقدم الدين في البلاد.
في عام 1986 طلب بيت العدل الأعظم من عدة دول أفريقية تطوير معاهد تعليمية متنقلة سمعية وبصرية بما في ذلك تنزانيا. كما استضافت الجماعة اجتماعًا عامًا بمناسبة العام الدولي للسلام في دار السلام في 29 نوفمبر 1986، تحت عنوان "وجهات نظر حول السلام". في عام 1987، استقطب المؤتمر الوطني السادس للشباب في كينيا الحضور من تنزانيا من بين أماكن أخرى. في سبتمبر 1987، اجتمعت الجمعية الوطنية مع مؤسسات مختلفة للتخطيط لحملتين - واحدة في منطقة كاسولو في منطقة كيغوما على بحيرة تنجانيقا والأخرى في منطقة موروغورو في وسط تنزانيا والتي تضمنت جوقة شبابية متنقلة وعرض شرائح. بحلول يوليو 1988، نتج عن ذلك العديد من الجمعيات المحلية والبهائية الجديدة. في شهر يونيو الماضي، تم استضافة مؤتمر الشباب الوطني التنزاني في مدرسة روها الثانوية. وفي مايو 1989، جرت حملة في نفس المنطقة استهدفت بشكل خاص معلمي المدارس العامة.

### خدمة المجتمع
منذ نشأتها، كان للدين دور في التنمية الاجتماعية والاقتصادية بدءًا من منح المزيد من الحرية للنساء، وترويج تعليم الإناث باعتباره أولوية، وقد تم التعبير عن هذه المشاركة عمليًا من خلال إنشاء المدارس والتعاونيات الزراعية والعيادات. في عام 1979، شاركت الجماعة البهائية في تنزانيا في ندوة حول إدمان الكحول والمخدرات نظمها مشروع كاريبو تنزانيا التابع لوزارة الثقافة الوطنية والشباب. ودخل الدين مرحلة جديدة من النشاط عندما صدرت رسالة بيت العدل الأعظم بتاريخ 20 أكتوبر 1983. وحث البهائيين على البحث عن طرق متوافقة مع التعاليم البهائية، والتي يمكنهم من خلالها المشاركة في التنمية الاجتماعية والاقتصادية للمجتمعات التي يعيشون فيها. في عام 1979، كان هناك 129 مشروعًا بهائيًا للتنمية الاجتماعية والاقتصادية معترفًا بها رسميًا في جميع أنحاء العالم. وبحلول عام 1987، ارتفع عدد مشاريع التنمية المعترف بها رسميا إلى 1482 مشروعا. كانت هذه بداية مشاريع الحفاظ على البيئة التي بدأها البهائيون في هذا العصر. وركزت مراجعة لما بعد عام 1987 على تعميق فهم المرأة للدين البهائي لأن ذلك يوسع آفاقها ويمنحها الثقة بالنفس. ويمكن تحقيق ذلك من خلال عقد مؤتمرات نسائية على المستويات المحلية والإقليمية، وربما الوطنية، لتعميق معرفتهن بالتعاليم البهائية وتوفير منتدى لمناقشة أفكار المرأة واهتماماتها. وكمتابعة لذلك، فإن إنتاج وتوزيع مجلة نسائية تركز على نفس المواضيع التي تناولتها المؤتمرات، مع التركيز بشكل خاص على التثقيف الغذائي، سيكون مفيدًا. أشارت مراجعة أجريت عام 1986 إلى وجود ثلاثة مشاريع أكبر في تنزانيا - ورشة نجارة، ومدرسة حضانة - قيد التشغيل، وتم البدء في وضع خطط لإنشاء مدرسة فنية/زراعية. تطورت هذه المدرسة إلى مدرسة روها الثانوية (انظر أدناه). بالإضافة إلى ذلك، تم تنفيذ برنامج لتدريب المعلمين المتطوعين في مجال الصحة المجتمعية. في عام 1989، سافر خبير ورجل أعمال بهائي من سوازيلاند إلى ستة بلدان في جنوب وشرق أفريقيا بما في ذلك تنزانيا لتدريب السكان المحليين على تصنيع العديد من أنواع آلات صنع الأسوار وغيرها من التقنيات في برامج البناء والزراعة والمياه. تم تنظيم دورات تدريبية لمدة عشرة أيام من قبل الجمعيات الروحية الوطنية في كل من البلدان الستة.

## المجتمع الحديث

### التطورات الداخلية
قام مايك أونيل، وهو من مواليد سافانا في ولاية جورجيا، وابنه داريل بجولة متعددة الدول في أفريقيا نيابة عن بيت العدل الأعظم كجزء من وفد من البهائيين الأميركيين الأفارقة الآخرين الذين زاروا أوغندا وكينيا وتنزانيا في يناير/كانون الثاني 1999.
تتضمن سلسلة من النشرات الإخبارية التقدم المحرز في تنفيذ معهد روحي والتطورات الأخيرة الأخرى في تنزانيا. تستعرض النشرة الإخبارية لشهر نوفمبر 2001 الخطط الأخيرة التي أثرت على التنمية البهائية منذ عام 1996. تستعرض طبعة مارس 2002 كتب معهد روحي ودور المعلمين. يركز عدد يونيو 2002 على دور المعلم. تدعو النشرة الإخبارية لشهر سبتمبر 2002 إلى حملة لتوفير المزيد من المعلمين الخصوصيين خاصة في أربع مناطق من تنزانيا بالإضافة إلى الفرص والقيود التي تواجه مهنة التدريس الخصوصي. تناولت النشرة الإخبارية لشهر فبراير 2003 عدد كتب روحي وتصنيف مجموعة منها، والمعلمين المشهورين الذين ساعدوا في تيسير العديد من الدورات، بالإضافة إلى الأخبار التي تفيد بأن بعض عامة الناس شاركوا في حلقات دراسية. ركزت النشرة الإخبارية لشهر أغسطس/آب 2003 على حالة مجموعة نيارويوبيا الموجودة في منطقة كيبوندو (كيجوما) وأشارت إلى أنها كانت أسرع مجموعة تتقدم في تنزانيا. كما استعرضت بالتفصيل المواقع التي تقدمت في الكتب والأهداف التي نتطلع إليها.

### تضاعف المصالح
أصدر بيت العدل الأعظم رسالةً "إلى القادة الدينيين في العالم" في أبريل/نيسان 2002. وفي تنزانيا، نقلت الجماعة البهائية هذه الرسالة إلى حوالي 30 قائدًا. وكانت بعض الردود إيجابية - على سبيل المثال، كتب بيهريلال كيشافجي تانا من المجلس الهندوسي في تنزانيا: "لقد قرأتُ الوثيقة باهتمام بالغ، وأشعر أنها تحمل رسالةً بالغة الأهمية، ليس فقط لقادة الطوائف الدينية، بل لجميع المفكرين، الذين يجب أن يتحملوا واجب ومسؤولية تذليل الحواجز بين مختلف فئات البشرية".
عمل البهائيون مع قادة دينيين آخرين من خلال لجنة الخدمات الاجتماعية المسيحية للعمل مع الناس في القرى والقرى الفرعية (فيجيجي وفيتونجوجي) في الوقاية من الملاريا.
وقد أشار مقال كتبه أحد الباحثين الجامعيين في موسوعة تعليم السلام إلى أن البهائيين يساهمون في السلام من خلال المشاركة في الأنشطة بين الأديان والحوار لتشجيع التسامح الديني وحرية المعتقد والقضاء على التحيز الديني، كما قدم جهود المجتمع البهائي في تنزانيا لإقامة يوم لجميع الأديان للصلاة من أجل السلام في 9 نوفمبر 2005.
في عام 2006، رعت منظمة اتحاد طلاب دار السلام والمجتمع البهائي في تنزانيا ندوة تناولت موضوع "دور الأسرة والشباب في بناء مجتمعات أكثر إشراقًا". أُقيمت الفعالية في يوم الأمم المتحدة، وشارك فيها عدد من الأشخاص لمناقشة قضايا مختلفة، وكان من بين الحضور بهائيون، ومسؤولون حكوميون، وقادة منظمات غير حكومية مسيحية، وقادة شباب، ومؤلف، وأستاذ جامعي، ومجموعات مماثلة.
قررت الجمعية العامة للأمم المتحدة، في قرارها 61/221 المؤرخ 20 كانون الأول/ديسمبر 2006 (الفقرة 14)، أن تعقد في عام 2007 حواراً رفيع المستوى بشأن التعاون بين الأديان والثقافات، من خلال اجتماعات رسمية وغير رسمية. وقد عيّن رئيس الجمعية العامة "فريق عمل" من المجتمع المدني للمساعدة في اختيار المشاركين وتحديد الموضوعات الفرعية للجلسة. كان البهائيون من بين المتحدثين العشرين الذين مثلوا مجموعة متنوعة من التقاليد الثقافية (جميع القارات) والدينية (الإسلامية، والمسيحية، واليهودية، والهندوسية، والجاينية، والبهائية). وتناولت حلقة النقاش الثانية موضوع "أفضل الممارسات والاستراتيجيات للتعاون بين الأديان والثقافات في المستقبل". وأكد ممثل الجماعة البهائية الدولية في تنزانيا أن حرية اعتناق المعتقد الذي يختاره الإنسان وتغييره هي سمة أساسية من سمات الضمير الإنساني، وأوصى باستراتيجيات ملموسة للتغلب على الجهل والتعصب.

### مدرسة روها الثانوية
مدرسة روها الثانوية هي مدرسة بهائية يديرها المجلس الروحي الوطني للبهائيين في تنزانيا. يعود تاريخ تطويره إلى عام 1985 عندما بدأت الأموال البهائية في بناء الموقع، الذي تبرعت به مدينة إيرينغا باستخدام الطوب الذي تم إطلاقه في الموقع. وبموافقة وزارة التربية والتعليم التنزانية بدأت الدراسة في 27 مارس 1986. لقد أضافت سنة دراسية لكل عام كانت مفتوحة فيه بهدف تضمين الدورات الدراسية على مستوى الكلية التقنية. بحلول عام 1988، بلغ عدد طلاب المدرسة 300 طالب. يتضمن المنهج الدراسي، الذي تحدده الوزارة، اللغة الإنجليزية، والسواحيلية، والجغرافيا، والتاريخ، والزراعة، والكيمياء، والفيزياء، والأحياء، والعلوم السياسية، والرياضيات، والدين - بما في ذلك الدراسات المسيحية والإسلامية والبهائية، من قبل ممثلي الديانات المختلفة. يشارك كل طالب في أنشطة مجدولة بانتظام في الاعتماد على الذات مثل حمل الطوب، وزراعة الموز، وحفر الأساسات، وسقي أشجاره وإزالة الأعشاب الضارة منها، وما إلى ذلك. وكان العديد من الموظفين المؤسسين من الرواد في تنزانيا - واحد من إيران، وواحد من لبنان، وواحد من أستراليا، وثلاثة من أمريكا. وتم أيضًا تعيين موظفين محليين كمدرسين. ترتبط المدرسة بكلية محلية لتدريب المعلمين وتقدم أيضًا خدمات للمجتمع المحلي.
في عام 1992 تم تقديم ورقة بحثية تبحث في تنفيذ تقنيات الكمبيوتر في سياق أفريقي. في عام 1999 أعلنت المدرسة عن حاجتها لمعلمين وموظفين في مجال الحسابات/الكمبيوتر ومعلم اللغة الإنجليزية/التعليم الشفهي وكانت مرتبطة بمدرسة الحضانة البهائية المحلية. كما أعلنت أيضًا عن فرص خدمة الشباب البهائيين. كما حصلت على منحة قدرها 122 ألف دولار أميركي لمدة عامين لبناء سكن جديد للفتيات قادر على استيعاب 120 طالبة. وقد تم تقديم المنحة البالغة قيمتها 141،630 يورو من قبل مؤسسة الوحدة، وهي وكالة تنمية مستوحاة من البهائية في لوكسمبورج. تم إرسال الدفعة الأولى من المنحة في عام 2001. وصل الباقي بحلول أكتوبر 2002.
أحد الجوانب الفريدة لثقافة المدرسة هو الغياب التام للضرب بالعصا [الإنجليزية]. وبدلاً من ذلك، تركز المدرسة على تعزيز الفضائل مثل الصبر والاجتهاد واللياقة والأمانة والرحمة والعدالة، وفي الوقت نفسه تساعد الطلاب على تطوير القدرات والمواقف والمهارات - مثل معرفة التقنيات الزراعية المناسبة، ومحو الأمية الحاسوبية والتجارة الأساسية. كما تتمتع المدرسة بحس قوي بالرسالة عندما يتعلق الأمر بتعليم الفتيات وتفتخر بسجلها من التميز الأكاديمي. كجزء من حكومة الطلاب في المدرسة، يعمل مشروع سفراء البيئة كقوة في الحفاظ على البيئة في حالة ممتعة. يوجد في كل نموذج عدد من سفراء البيئة الذين يتم اختيارهم من بين المتطوعين.
وفي السنوات الأخيرة حصلت على دعم من مؤسسة مونا [الإنجليزية]. تم تطوير مخطط الموقع الرئيسي بمساعدة المهندس المعماري بن هوفورد، من شركة يوست جروبي هول للهندسة المعمارية في بورتلاند، أوريغون في فبراير 2006. في أغسطس 2006 تم إرسال مدربين لتقديم ورشة عمل لمجموعة مختارة من الموظفين حول استخدام منهج إمكانات مايكروسوفت غير المحدودة. ساهمت المؤسسة بالأموال اللازمة لبناء نزل للبنين (سعة 120 سريرًا)، ومطبخ/متجر للأطعمة الجافة، ونظام مياه (بئر حفر)، وشراء مولد كهربائي لتوفير الكهرباء أثناء انقطاع التيار الكهربائي.

### التركيبة السكانية
في عام 1993، بعد مرور ما يزيد قليلاً على خمسين عاماً على بدء وجود الدين في المنطقة، كان هناك ما يقدر بنحو 223 ألف بهائي في شرق أفريقيا و1268 جمعية روحية بهائية محلية. يمكن العثور على البهائيين في 508 منطقة، منها 191 منطقة بها تجمعات روحية في تنزانيا. في عام 2000 - قدرت الموسوعة المسيحية العالمية عدد البهائيين في تنزانيا بنحو 140.600. في عام 2005، قدرت جمعية أرشيفات بيانات الأديان [الإنجليزية]، استنادًا إلى الموسوعة المسيحية العالمية، عدد البهائيين بنحو 163.800 (0.4% من السكان الوطنيين).

## للقراءة الإضافية
- Mwangi P. Nganga (2008). The Role of Religion in Social Transformational Disharmony: A Case Study of the Integration of the Sinai Church and the Bahai Faith in Ipapa, Tanzania 1972- 2005 (PDF) (Ph.D.). Kenya: University of Nairobi. مؤرشف من الأصل (PDF) في 2022-01-30.

## وصلات خارجية
- الجماعة البهائية الوطنية التنزانية
- منظور بهائي 28/11/2009 بقلم وارن أوديس-جيليت
- الموقع الرسمي لمدرسة روها الثانوية